# Precom
PreCom är en moduluppbyggd skalbar utvecklingsplattform utvecklad av PocketMobile som kan användas för att utveckla mobila nyttotjänster. Utvecklingen av PreCom påbörjades år 2001 och har idag ca 15 000 slutanvändare. PreCom är utvecklad på Microsoft .NET och tillhörande moduler är byggda i Microsoft Visual Studio som utvecklingsmiljö. PocketMobile ägs av de personer som år 2000 grundade företaget..
PocketMobile har kontor i Stockholm, Göteborg, Oslo och Köpenhamn, samt utvecklingskontor i Colombo på Sri Lanka.